# Mark Eaton
Mark E. Eaton (ur. 24 stycznia 1957 w Inglewood, zm. 29 maja 2021 w Park City) – amerykański koszykarz, grający w lidze NBA na pozycji środkowego.

## Życiorys
Mimo znacznego wzrostu (224 cm) w młodości uprawiał raczej waterpolo niż koszykówkę. Po ukończeniu szkoły średniej wybrał pracę mechanika samochodowego. Pracował w warsztacie przez 3 lata, tam dostrzegł go trener koszykówki w Cypress Junior College Mark Lubin. Namówił on Marka do wstąpienia na uczelnię, gdzie grał w miejscowej drużynie. Po ukończeniu college'u Eaton został wybrany w drafcie 1979 ze 107. numerem przez Phoenix Suns, ale wybrał dalszą edukację. W 1980 przeniósł się do UCLA, ale nie grał zbyt wiele w tamtejszej drużynie. Z tego też powodu w swoim drugim drafcie, w 1982 został wybrany dopiero z 72. numerem 1982 przez Utah Jazz. W klubie tym spędził całą swoją karierę. 
Już w debiutanckim sezonie Mark Eaton poczynił niezwykłe postępy i dał się poznać jako znakomity obrońca, zajmując trzecie miejsce w klasyfikacji najlepiej blokujących. W następnym roku wygrał tę klasyfikację, a po dwóch latach pobił rekord NBA uzyskując 456 bloków w sezonie (5,56 na mecz). Dodatkowo uzyskał piąty wynik w zbiórkach i został wybrany obrońcą roku sezonu 1984-1985, oczywiście znalazł się także w pierwszej piątce obrońców. Wyczyn ten powtórzył w 1989, poza tym wybrano go do pierwszej piątki obrońców w 1986.
Na koniec sezonów 1983/1984 i 1987/1988 zajął drugie miejsce w głosowaniu na obrońcę roku NBA.
Z Eatonem, a także nieco później przybyłymi Johnem Stocktonem i Karlem Malone Jazz stali się jedną z najlepszych drużyn w lidze. Nasilające się kontuzje z czasem spowodowały powolny spadek statystyk Eatona i ostatecznie, zakończenie jego kariery w 1994.
Do dziś Mark Eaton prowadzi w statystyce wszech czasów w kategorii bloków na mecz (3,50) i zajmuje czwarte miejsce w liczbie bloków ogółem (3064), przed nim są Hakeem Olajuwon (3830), Dikembe Mutombo (3289) oraz Kareem Abdul-Jabbar (3189)
Raz wystąpił w meczu gwiazd NBA, w 1989.
Po zakończeniu kariery zajmował się komentowaniem meczów w telewizji. Był współwłaścicielem restauracji w Salt Lake City i działał w stowarzyszeniu byłych graczy NBA, NBA Retired Players Association. Pracował także z trudną młodzieżą w ramach własnej organizacji Mark Eaton Standing Tall for Youth.

## Osiągnięcia
NBA
- Uczestnik meczu gwiazd NBA (1989)
- 2-krotny obrońca roku NBA (1985, 1989)[4]
- Wybrany do:
  - I składu defensywnego NBA (1985–1986, 1989)[5]
  - II składu defensywnego NBA (1987–1988)[5]
- Lider:
  - sezonu zasadniczego w blokach (1984–1985, 1987–1988)[6]
  - play-off w średniej bloków (1984, 1985)[7]
- Zespół Utah Jazz zastrzegł należący do niego numer 53[8]

Rekordy
- Rekordzista NBA w:
  - liczbie bloków (456), uzyskanych w trakcie pojedynczego sezonu (1984/85)[9]
  - średniej bloków (5,56), uzyskanej w trakcie pojedynczego sezonu (1984/85)[10]
  - średniej bloków (5,80), uzyskanej w trakcie pojedynczych rozgrywek play-off (1985)[11]
- Lider wszech czasów klubu Jazz w liczbie (3064) oraz średniej (3,5) bloków[12]